# Alberto Nicasio
Alberto Nicasio (nacido en Marsella, Francia, 10 de agosto de 1902, fallecido en Córdoba, Argentina, 4 de julio de 1980) fue un artista plástico, grabador en madera (xilografía) y educador argentino. Fue miembro de la Academia Nacional de Bellas Artes. Una calle de Córdoba y una escuela primaria en la provincia llevan su nombre.

## Biografía
Alberto Nicasio nació en la ciudad de Marsella, Francia, el 10 de agosto de 1902, hijo de Alfredo Nicasio y Eugenia Lasserre. Siendo aun un niño pequeño, sus padres decidieron establecerse en la ciudad de Orán, en Argelia, en ese momento territorio francés. Sin embargo, debido al estallido de la Primera Guerra Mundial, la familia decidió en 1916 emigrar a la Argentina, radicándose en la Ciudad de Córdoba. Allí fue donde Nicasio se formó en dibujo y pintura en la Escuela Provincial de Bellas Artes con maestros como Emiliano Gómez Clara, Manuel Cardeñosa y Carlos Camiloni. Se casó con María Elena Las Heras en 1930 y el matrimonio tuvo dos hijas, María Elena y Carmen Olga.
Como artista, participó en bienales de San Pablo, México y Suiza; también en exposiciones colectivas en Estados Unidos, Japón, Bélgica, el Vaticano, España, Chile, Uruguay y Brasil. Ilustró además diversas publicaciones, como el Facundo de Sarmiento, el Martín Fierro, de José Hernández, el Adonaïs, elegía de Percy Shelley y 30 xilografías sobre la Tierra Purpúrea de Guillermo Enrique Hudson, entre otros. Diferentes exposiciones de su obra se realizaron de manera póstuma.

## Carrera
Después de un periodo inicial de experimentación con el dibujo y con el óleo, en el que llegó participar en exposiciones colectivas de pintura en 1927 y 1928, finalizó su época de pintor y dibujante y se abocó a la xilografía, a la que dedicaría el resto de su vida. Realizó grabados de La Cañada de Córdoba y otros paisajes de esta ciudad, como las Barrancas y el antiguo Suburbio Cordobés.

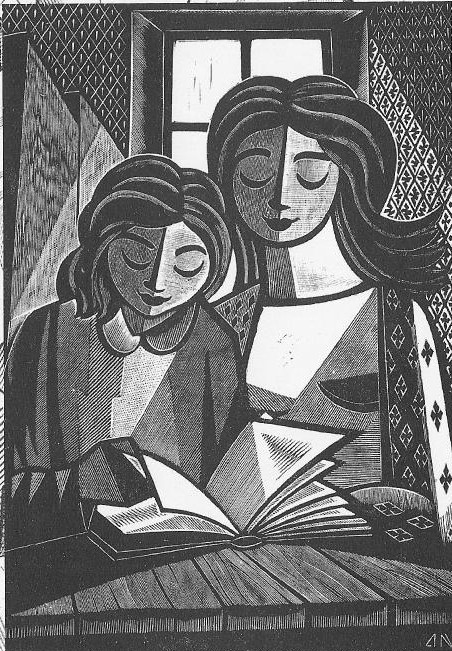
"Lectoras", xilografía de Alberto Nicasio, 1954

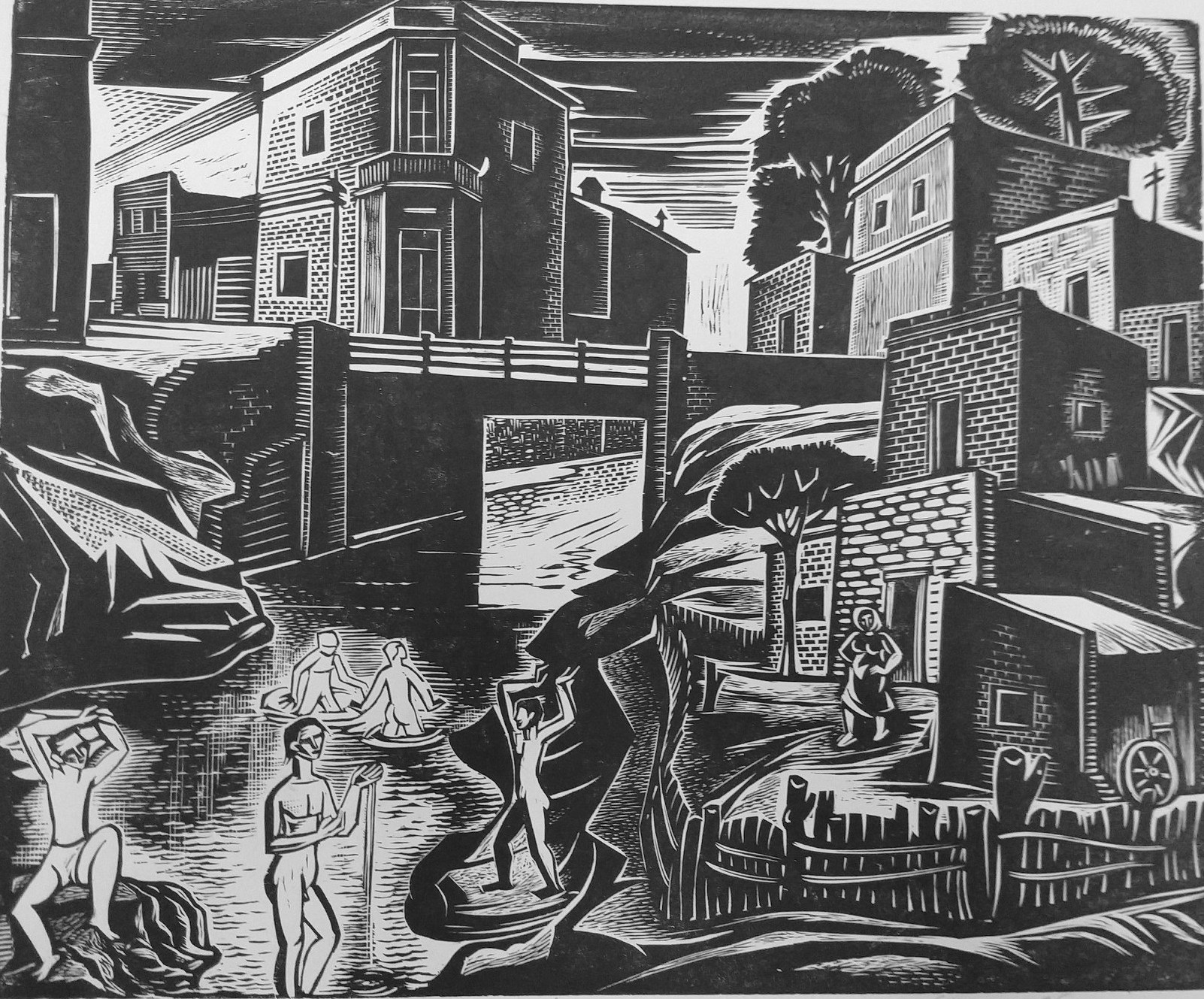
"Suburbio cordobés", xilografía de Alberto Nicasio, 1956

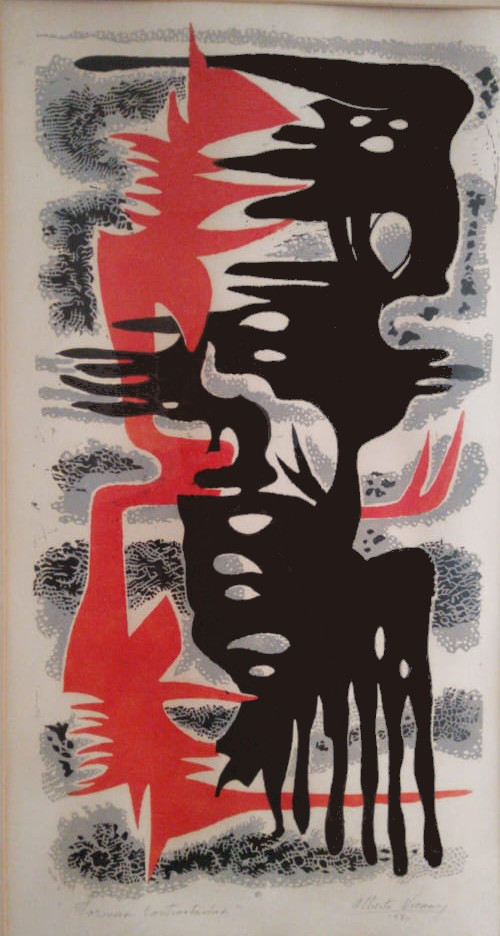
"Formas contrastadas", xilografía policromada de Alberto Nicasio, 1970

Durante su carrera tuvo interés por las vanguardias artísticas, la geometrización y el arte abstracto. De este modo, el periodo siguiente de su obra está caracterizado por una tendencia a la abstracción, con formas más simples y esquemáticas, que evolucionarán seguidamente hacia un periodo más surrealista.
Ejerció la docencia en escuelas normales y de enseñanza media. Comenzó enseñando dibujo en las Escuelas Pías (1931-1932) y en el Colegio Santo Tomás (1932-1942). Posteriormente fue fundador y director de la Escuela de Grabado de la Sociedad de Artistas de Córdoba; profesor de grabado en la Asociación de Pintores y Escultores de Córdoba (1939-1940). Fundó el Primer taller de grabado de Córdoba en la Escuela Normal Superior Dr. Agulla (1942-1947). En 1950 obtuvo por concurso la Cátedra de Grabado y más tarde la Dirección de la Escuela Superior de Artes (hoy Facultad de Artes) de la Universidad Nacional de Córdoba. Fue docente de diversos artistas, tales como Pedro Pont Vergés; Marcelo Bonevardi; Ronaldo de Juan; Alfio Grifasi; César Miranda, Raúl Pecker; José De Monte y Antonio Seguí.

## Libros ilustrados
- Niobe, de Jorge M. Furt. [Buenos Aires, Argentina]: [Colombo], 1943. OCLC 461808443
- Adonaïs. Elegía de Percy Shelley. [Córdoba, Argentina]: [Asociación Argentina de Cultura Británica]. 1944. OCLC 906318543
- Doña Bárbara, de Rómulo Gallegos. [Buenos Aires, Argentina]: [Peuser], 1945. OCLC 892165789
- San Martín, su lucha en verso, de Ana Rosa Tarrio. [Córdoba, Argentina]: [Biffignandi], 1947. OCLC 37609981
- Martín Fierro, de José Hernández. [Buenos Aires, Argentina]: [Peuser], 1951. OCLC 954490284
- El Salto de Ascochinga, Lucio Vicente López. [Buenos Aires, Argentina]: [Sociedad Argentina de Bibliófilos], 1952. OCLC 6450035
- Coral- Ese muro lejano, de Jorge M. Furt. [Buenos Aires, Argentina]: [Colombo], 1952. OCLC 42246612
- Facundo, de Domingo Faustino Sarmiento. [Buenos Aires, Argentina]: [Peuser], 1955. OCLC 310369

## Museos que tienen sus obras
- Museo Nacional de Bellas Artes, Buenos Aires.[25]
- Museo de Bellas Artes de la Plata.[28]
- Museo del Vaticano, Roma.[22]
- Museo Provincial de Bellas Artes Emilio Caraffa, Córdoba.[25][22]
- Museo Municipal Genaro Pérez, Córdoba.[16]
- Museo Municipal de Bellas Artes J B Castagnino, Rosario, Santa Fe.[29][25]
- Museo Provincial de Bellas Artes, Santa Fe.[25]
- Museo Guiñazú (Casa Fader), de Mendoza.[25]
- Museo Provincial Rosa Galisteo de Rodríguez, de Santa Fe.[25]

## Exposiciones
- 1937: Diario Los Principios, Córdoba.[25]
- 1938: Exposición Individual Galería Reflex, Córdoba.[25]
- 1939 Biblioteca Rivadavia, Mendoza.[25]
- 1942: Asociación Argentina de Cultura Inglesa, Córdoba.[25]
- 1942: Dirección Provincial de Turismo, Córdoba.[25]
- 1944: Instituto Cultural Argentino Norteamericano, Córdoba.[25]
- 1944: Museo Municipal de Rosario, Santa Fe.[25]
- 1945: Exposición de obras de grabadores argentinos, Metropolitan Museum of New York, Estados Unidos.[30]
- 1946: Dirección General de Turismo, Córdoba.[25]
- 1946: Exposición de 10 grabados, Salón Nacional de Montevideo, Uruguay.
- 1949: Unión Panamericana de Washington, Estados Unidos.[12][11]
- 1949: Exposición de Grabadores Argentinos, Universidad Nacional de Chile.
- 1956: Museo de Arte Avellaneda, Buenos Aires.[25]
- 1961: Exposición del Grabado Argentino, Japón.[1][30]
- 1963: Casa de la Cultura, Córdoba.[25]
- 1964: Galería Feldman, Córdoba.[25]
- 1967: Galería Feldman, Córdoba.[25]
- 1970: Museo del Vaticano.[1][30]
- 1980: Exposición Póstuma, Galería Feldman, Córdoba.
- 1982: Museo Municipal de Bellas Artes Doctor Genaro Pérez.[27][1]
- 1984: Alberto Nicasio, Exposición Homenaje, Agencia Diario Clarín, Córdoba.[22]
- 1985: Muestra homenaje Museo Caraffa, Córdoba.[5]
- 1988: Muestra retrospectiva xilografías Alberto Nicasio, Galería Gaudí, Córdoba.
- 1989: Sala de Exposiciones Radio Nacional de Córdoba.[4]
- 1989: Exposición en Fundación Independencia, Córdoba.[3]
- 1994: Iglesias de Córdoba: xilografías de Alberto Nicasio, Museo de Arte Religioso Juan de Tejeda, Córdoba.
- 1995: Museo Genaro Pérez, Córdoba.[16]
- 1997: Xilografías de Alberto Nicasio, Museo Nacional del Grabado, Buenos Aires.

## Premios y distinciones
- 1933: Premio Concejo Deliberante, I Salón de Otoño, Córdoba.[25]
- 1934: Premio Adquisición, II Salón Provincial de Bellas Artes, Córdoba.[19][24][25]
- 1935: Premio Senado de la Nación, III Salón de Otoño, Córdoba.[24][25]
- 1936: Premio en Grabado IV Salón de Otoño, Córdoba.[25]
- 1939: Premio Laura Barberá de Díaz. Medalla de Oro. XXIX Salón Nacional de Bellas Artes, Buenos Aires.[25]
- 1941: Primer Premio de Grabado. Salón Nacional de Bellas Artes.[27][20]
- 1942: Primer Premio de Grabado. II Salón Municipal de Bellas Artes, Córdoba.[2]
- 1942: Miembro fundador de la Sociedad de Artistas Plásticos de Córdoba.
- 1943: Premio Adquisición. Salón de Grabado de Rosario, Museo Castagnino.
- 1945: Premio Salvador Caputto. XXII Salón Anual de Bellas Artes de Santa Fe.[25]
- 1946: Primer Premio Alejandro Shaw, XXXI Salón de Acuarelistas y Grabadores, Buenos Aires.[25]
- 1946: Premio Adquisición. II Salón de Artes Plásticas del Jockey Club de Córdoba.
- 1948: Premio Secretario de Industria, Aprendizaje y Orientación Profesional, II Salón del Trabajo. Museo Municipal de Bellas Artes, Santa Fe.
- 1949: Primer Premio de Grabado. Salón de Otoño, Córdoba.[25]
- 1950: Primer Premio IX Salón de Arte de Mar del Plata. Mar del Plata.[24]
- 1951: Gran Premio Prins. Academia Nacional de Bellas Artes.[31]
- 1951: Premio Universidad Nacional de Córdoba. Salón Argentino de Artes Plásticas.
- 1951: Gran Premio de Honor. Ministerio de Educación de la Nación.[1][25]
- 1952: Primer Premio Grabado y Dibujo, II Salón de Artes Plásticas, Córdoba.[25]
- 1953: Primer Premio, Salón Municipal de Artes Plásticas, Córdoba.
- 1956: Gran Premio de Honor, Salón Nacional de Bellas Artes, Buenos Aires.[7][27][25]
- 1956: Medalla de Oro del Honorable Senado de la Nación.[1]
- 1957: Gran Premio de Honor en Grabado. Salón Mar del Plata.[21][2][24][25]
- 1958: Medalla Exposición Internacional de Bruselas.[5][25]
- 1958: Primer Premio en el Salón de Santa Fe.[2][25]
- 1960: Primer Premio. Salón Nacional sobre Arte Histórico, Buenos Aires.[1][25]
- 1963: Gran Premio de Honor. Salón de Artes Plásticas de Córdoba.[2][25]
- 1968: Premio a la Producción Intelectual. Artes Plásticas de Córdoba.[2][25]
- 1970: Segundo Premio en Grabado, III Salón Anual de APAC, Córdoba.[25]
- 1973: Miembro de la Academia Nacional de Bellas Artes.[6][1][2][25]